# Asante Kotoko Sporting Club
L'Asante Kotoko Sporting Club, già Asante Kotoko Football Club, conosciuta semplicemente come Asante Kotoko, è una società calcistica ghanese con sede nella città di Kumasi.
È uno dei club di maggiore successo del calcio ghanese, oltre ad essere uno dei sodalizi più vincenti in patria, avendo vinto 25 campionati nazionali e 8 Coppe di Ghana, nonché il club ghanese più titolato a livello internazionale, avendo vinto 2 CAF Champions League (nel 1970 e nel 1983), su un totale di sette finali disputate nella competizione, ed essendosi aggiudicata una Supercoppa CAF. Lo stadio di casa del club è il Baba Yara di Kumasi, che ha una capienza di circa 40 000 spettatori.
In base a uno studio pubblicato dall'IFFHS nel 2009, l'Asante Kotoko è stato eletto il miglior club africano del XX secolo.

## Storia
La fondazione della società fu opera di 13 ragazzi Ashanti guidati da Kwasi Kumah. Kumah, nativo di Nyankyerenease (vicino Kumasi), nella regione ghanese di Ashanti, era l'autista di un ufficiale inglese del periodo coloniale, il colonnello Ross, ad Accra.
Kumah comprò una serie di maglie per dar vita alla sua squadra di calcio. Con la collaborazione di un suo buon amico, l'elettricista L.Y. Asamoah, formò lo "Ashanti United Football Club" nel 1926. Cinque anni più tardi la squadra fu ribattezzata "Titanics Kumasi". La squadra era in seria difficoltà perché la maggior parte dei giocatori lavorava in organizzazioni governative come le prigioni e le Ferrovie ed era stata trasferita da Kumasi. Nel 1934 il sodalizio decise di adottare un nuovo nome, "Mighty Atoms" . Il club non fece grandi progressi e nel 1935 JSK Frimpong, popolarmente chiamato Maestro Frimpong, che aveva sempre mostrato interesse per la squadra, propose un nuovo nome, "Kumasi Asante Kotoko Football Club" . L'autorizzazione doveva essere ottenuta dal re di Ashanti, perché il nome Kotoko, che significa porcospino, è il simbolo ufficiale della nazione Ashanti. L'Asantehene Nana Sir Osei Agyeman Prempeh II divenne il primo presidente onorario del club. La società Kumasi Asante Kotoko Football Club fu poi ufficialmente fondata nel 1935.
Nel 1959 il Kotoko cominciò a raccogliere i primi successi, aggiudicandosi il suo primo titolo nazionale, anche grazie alle prestazioni della leggendaria ala Baba Yara, a cui verrà successivamente intitolato lo stadio di Kumasi.

## Palmarès

### Competizioni nazionali
- Campionato ghanese: 26

1959, 1961, 1963-1964, 1964-1965, 1967, 1968, 1969, 1972, 1975, 1980, 1981, 1982, 1983, 1986, 1987, 1988-1989, 1990-1991, 1991-1992, 1992-1993, 2003, 2007-2008, 2011-2012, 2012-2013, 2013-2014, 2019, 2021-2022
- Coppa di Ghana: 8

1958, 1960, 1976, 1978, 1984, 1989-1990, 1997-1998, 2001
- Supercoppa di Ghana: 2

2012, 2013
- Ghana SWAG Cup: 12

1981, 1988, 1989, 1990, 1991, 1992, 1993, 1998, 2001, 2003, 2005, 2008
- Ghana Telecom Gala: 3

1999-2000, 2001, 2005
- Ghana Top Four Cup: 2

2003, 2007
- Ghana Annual Republic Day Cup: 3

2004, 2005, 2008

### Competizioni internazionali
- CAF Champions League: 2

1970, 1983

### Altri piazzamenti
- Ghana Premier League:

Secondo posto: 2015
Terzo posto: 2010-2011
- Coppa del Ghana:

Finalista: 1985, 2011, 2013, 2015
- CAF Champions League:

Finalista: 1967, 1971, 1973,  1982, 1993
Semifinalista: 1969, 1987, 1990
- Coppa delle Coppe d'Africa:

Finalista: 2002
- Coppa della Confederazione CAF:

Finalista: 2004

## Performance nelle competizioni della CAF
- CAF Champions League: 22 apparizioni

1966: Quarti di Finale
1967: Finalista
1969: Semifinale
1970: Campione
1971: Finalista
1973: Finalista
1976: Quarti di Finale
1981: Secondo Turno
1982: Finalista
1983: Campione
1984: Primo Turno
1987: Semifinale
1988: Primo Turno
1990: Semifinale
1992: Quarti di Finale
1993: Finalista
2004: Terzo Turno
2005: Primo Turno
2006: Fase a Gironi
2007: Turno Preliminare
2009: Primo Turno
2010: Turno Preliminare
- CAF Confederation Cup: 2 apparizioni

2004 - Finalista
2008 - Fase a gironi
- Coppa CAF: 2 apparizioni

1995 - Quarti di Finale
1997 - Secondo Turno
- Coppa delle Coppe d'Africa: 6 apparizioni

1979 - Primo Turno
1985 - Quarti di Finale
1991 - Primo Turno
1999 - Secondo Turno
2002 - Finalista
2003 - Quarti di Finale
2005 - Primo Turno

## Rosa 2020-2021
| N. |                    | Ruolo | Calciatore             |
| -- | ------------------ | ----- | ---------------------- |
| 1  | Ghana (bandiera)   | P     | Razak Abalora          |
| 2  | Ghana (bandiera)   | D     | Samuel Frimpong        |
| 3  | Ghana (bandiera)   | D     | Salifu Mudasiru        |
| 4  | Ghana (bandiera)   | D     | Yussif Mubarik         |
| 5  | Ghana (bandiera)   | D     | Ibrahim Imoro          |
| 6  | Ghana (bandiera)   | C     | Emmanuel Keyekeh       |
| 7  | Ghana (bandiera)   | A     | Evans Adomako          |
| 9  | Ghana (bandiera)   | A     | Kwame Opoku            |
| 10 | Brasile (bandiera) | A     | Fabio Gama Dos Santos  |
| 12 | Ghana (bandiera)   | P     | Felix Annan (capitano) |
| 13 | Ghana (bandiera)   | C     | Emmanuel Sarkodie      |
| 14 | Ghana (bandiera)   | C     | Kwame Adom Frimpong    |
| 15 | Ghana (bandiera)   | D     | Andrews Kwadwo Appau   |
| 16 | Ghana (bandiera)   | P     | Ibrahim Danlad         |

| N. |                   | Ruolo | Calciatore               |
| -- | ----------------- | ----- | ------------------------ |
| 17 | Ghana (bandiera)  | D     | Habib Mohammed           |
| 18 | Ghana (bandiera)  | C     | Godfred Asiamah          |
| 19 | Ghana (bandiera)  | C     | William Opoku Mensah     |
| 20 | Ghana (bandiera)  | C     | Abdul Latif Anabila      |
| 21 | Ghana (bandiera)  | C     | Patrick Kojo Asmah       |
| 22 | Ghana (bandiera)  | P     | Kwame Baah               |
| 23 | Ghana (bandiera)  | D     | Christopher Nakai Nettey |
| 24 | Ghana (bandiera)  | D     | Wahab Adams              |
| 25 | Ghana (bandiera)  | A     | Ibrahim Osman            |
| 26 | Ghana (bandiera)  | A     | Augustine Okrah          |
| 28 | Guinea (bandiera) | A     | Naby Laye Keïta          |
| 29 | Ghana (bandiera)  | A     | Emmanuel Gyamfi          |
| 30 | Ghana (bandiera)  | D     | Ismail Abdul-Ganiyu      |
|    | Ghana (bandiera)  | A     | Solomon Safo-Taylor      |

## Rosa 2013-2014
| N. |                         | Ruolo | Calciatore         |
| -- | ----------------------- | ----- | ------------------ |
| 1  | Ghana (bandiera)        | P     | Isaac Amoako       |
| 2  | Ghana (bandiera)        | C     | Ben Adama          |
| 3  | Ghana (bandiera)        | C     | Bobbie Ansah       |
| 4  | Ghana (bandiera)        | C     | Stephen Oduro      |
| 5  | Ghana (bandiera)        | D     | Abeiku Ainooson    |
| 6  | Ghana (bandiera)        | C     | Michael Akuffu     |
| 7  | Ghana (bandiera)        | C     | Issah Yakubu       |
| 8  | Ghana (bandiera)        | C     | Jordan Opoku       |
| 10 | Ghana (bandiera)        | A     | Isaac Boakye       |
| 11 | Ghana (bandiera)        | C     | Yahaya Mohamed     |
| 13 | Ghana (bandiera)        | A     | Ransford Osei      |
| 15 | Ghana (bandiera)        | C     | Prince Baffoe      |
| 16 | Burkina Faso (bandiera) | P     | Abdoulaye Soulama  |
| 17 | Ghana (bandiera)        | A     | Richard Mpong      |
| 20 | Ghana (bandiera)        | D     | Amos Frimpong      |
| 21 | Ghana (bandiera)        | D     | Kwabena Adusei     |
| 22 | Ghana (bandiera)        | D     | Christopher Bonney |
| 23 | Ghana (bandiera)        | P     | Joseph Addo        |
| 24 | Ghana (bandiera)        | C     | Godfred Asante     |

| N. |                           | Ruolo | Calciatore           |
| -- | ------------------------- | ----- | -------------------- |
| 25 | Ghana (bandiera)          | C     | Aminu Mohammed       |
| 26 | Uganda (bandiera)         | D     | Joseph Ochaya        |
| 27 | Ghana (bandiera)          | C     | David Korbah         |
| 30 | Ghana (bandiera)          | D     | Henry Ohene Brenya   |
| 31 | Ghana (bandiera)          | C     | Eric Donkor          |
| 33 | Ghana (bandiera)          | A     | Daniel Larbi Koomson |
| 34 | Ghana (bandiera)          | C     | David Ofei           |
| 35 | Ghana (bandiera)          | A     | Benjamin Acheampong  |
| 36 | Burkina Faso (bandiera)   | C     | Bassirou Ouédraogo   |
| 37 | Ghana (bandiera)          | C     | Micky Ofosu          |
| 38 | Ghana (bandiera)          | C     | Nurudeen Ali         |
| 39 | Ghana (bandiera)          | A     | Abdul Nafiu Idrissu  |
| 40 | Costa d'Avorio (bandiera) | D     | Ben Adama Banh       |
| 41 | Ghana (bandiera)          | A     | Osman Bashiru        |
| 43 | Ghana (bandiera)          | D     | Aziz Ansah           |
| 44 | Ghana (bandiera)          | C     | Albert Bruce         |
| 45 | Ghana (bandiera)          | C     | Ibrahim Ayew         |

## Rosa 2012-2013
| N. |                           | Ruolo | Calciatore         |
| -- | ------------------------- | ----- | ------------------ |
|    | Ghana (bandiera)          | P     | Isaac Amoako       |
|    | Burkina Faso (bandiera)   | P     | Abdoulaye Soulama  |
|    | Ghana (bandiera)          | D     | Yaw Frimpong       |
|    | Ghana (bandiera)          | D     | Gideon Baah        |
|    | Uganda (bandiera)         | D     | Joseph Ochaya      |
|    | Costa d'Avorio (bandiera) | D     | Ben Adama Banh     |
|    | Ghana (bandiera)          | D     | Henry Ohene Brenya |
|    | Ghana (bandiera)          | D     | Amos Frimpong      |
|    | Ghana (bandiera)          | D     | Rashid Sumaila     |
|    | Ghana (bandiera)          | D     | Kwabena Adusei     |
|    | Ghana (bandiera)          | C     | Godfred Asante     |
|    | Ghana (bandiera)          | C     | Michael Akuffu     |
|    | Ghana (bandiera)          | C     | David Ofei         |
|    | Ghana (bandiera)          | C     | Richard Mpong      |
|    | Ghana (bandiera)          | C     | Augustine Okrah    |

| N. |                         | Ruolo | Calciatore          |
| -- | ----------------------- | ----- | ------------------- |
|    | Ghana (bandiera)        | C     | Prince Baffoe       |
|    | Burkina Faso (bandiera) | C     | Sacko Iddrisa       |
|    | Ghana (bandiera)        | C     | Michael Helegbe     |
|    | Ghana (bandiera)        | C     | Richard Yeboah      |
|    | Ghana (bandiera)        | C     | Fatawu Mohammed     |
|    | Ghana (bandiera)        | C     | Issah Yakubu        |
|    | Ghana (bandiera)        | C     | Ofosu Mickey        |
|    | Ghana (bandiera)        | C     | Michael Anaba       |
|    | Ghana (bandiera)        | C     | Eric Donkor         |
|    | Ghana (bandiera)        | A     | Benjamin Acheampong |
|    | Ghana (bandiera)        | A     | Ransford Osei       |
|    | Ghana (bandiera)        | A     | Seidu Bancey        |
|    | Ghana (bandiera)        | A     | Nurudeen Ali        |
|    | Ghana (bandiera)        | A     | Kofi Nti Boakye     |
|    | Ghana (bandiera)        | A     | Nafiu Idrissu       |